# 朱塞佩·皮亞諾
朱塞佩·皮亞諾（義大利語：Giuseppe Peano，義大利語發音：[dʒuˈzɛppe peˈaːno]；1858年8月27日—1932年4月20日）是義大利數學家、邏輯學家、語言學家。

## 生涯
朱塞佩·皮亞諾於1858年8月27日生於義大利薩丁尼亞王國的庫內奧附近的斯皮内塔村。
1876年入杜林大學學習，於1880年畢業隨即留校任教，1884年出任杜林大學微積分學講師，1887年與結婚，1895年晉昇為常任教授。1886－1901年，同時擔任杜林軍事科學院（Royal Military Academy）教授。他大多數生涯在義大利的杜林大學教授數學。一生編寫了200多本書及相關資料，其主要著作有《算術原理：用一種新方法的說明》（1889年）、同別人合著的《數學公式彙編》（或譯為《數學的陳述》）（全5冊，1894年－1908年）等。他是數學邏輯和集合理論的先驅，畢生致力於建立數學基礎和發展形式邏輯語言，符號邏輯的奠基人，提出了著名的自然數公理化系統。
1932年4月20日因心臟病發卒於杜林。

## 數學貢獻

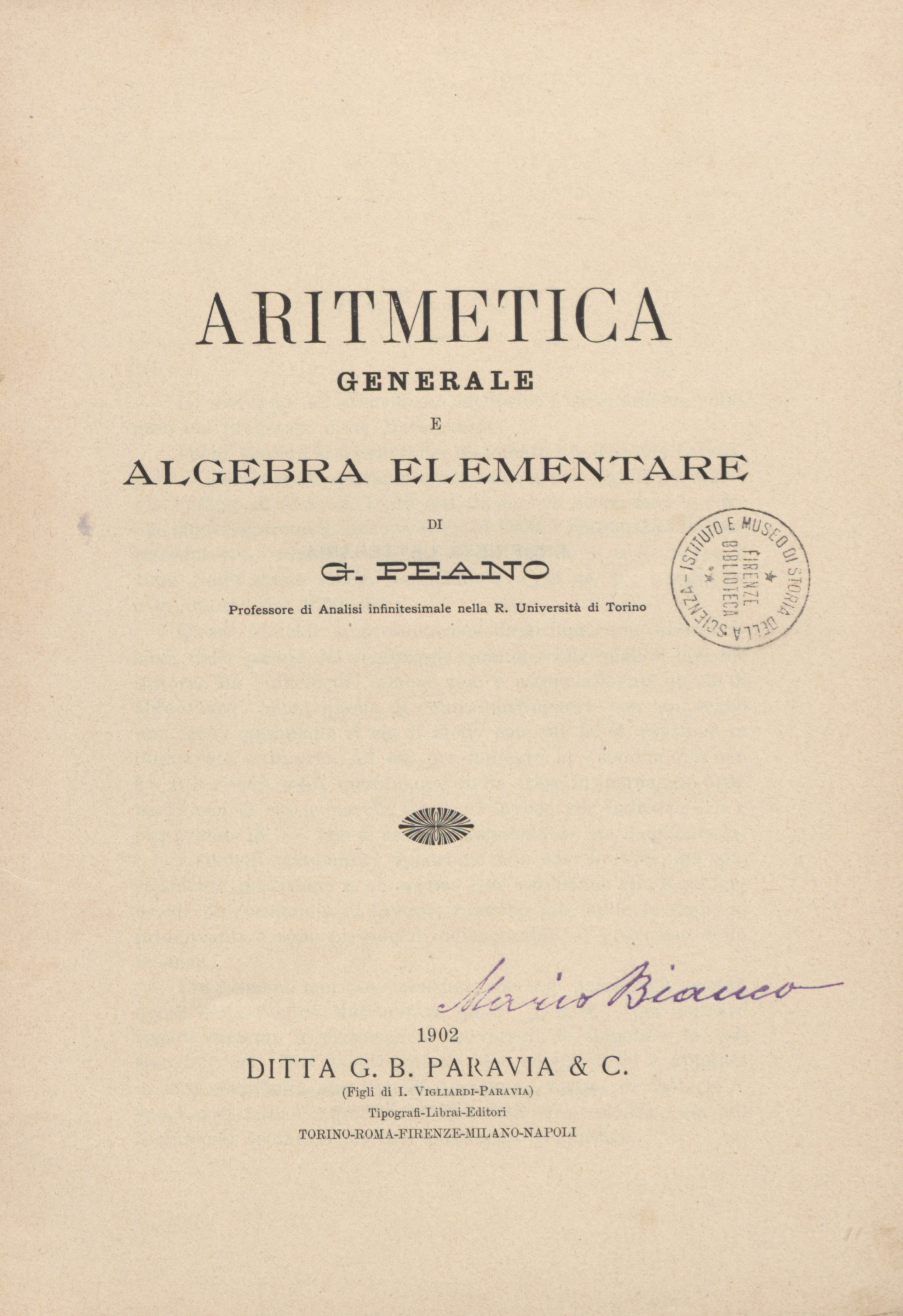
Aritmetica generale e algebra elementare, 1902

皮亞諾在微積分、微分方程、數學基礎、射影幾何、函數理論等方面都有貢獻。他對數理邏輯的創建起了重要的、關鍵性的作用。他發明了一種表意語言，這種語言符號簡單清晰，易於辨認和閱讀，其中的許多符號在現代邏輯文獻中仍被繼續使用。在《數學公式彙編》的著作中試圖從運用皮亞諾的邏輯記號的若干基本公理出發，建立整個數學體系。皮亞諾及其合作者利用這種符號語言，分析了數學各分支大量的命題和推理，說明了用這種語言表達數學思維是足夠的，可行的。他獨立於戈特洛布·弗雷格在數理邏輯方面取得了一些新成果：區別了命題演算和類演算，並且認為命題演算更基本；提出了一部分關於量詞的理論；區別了類和類之間的包含關係同分子屬於類的關係，從而明確了全稱命題和單稱命題的不同邏輯性質；明確了某一個體（如月亮）和以此個體為唯一分子的類（如地球的衛星）之間的區別。
《數學公式彙編》及其他著作，使數學家的觀點發生了深刻的變化，對嗣後為重新組織數學的努力，尤其對以尼古拉·布爾巴基為筆名的法國數學學派的綱領，產生了很大影響。羅素認為和這兩種區別標誌著邏輯技術的重要進步，他從中得到很大啟發，推動了他關於數學原理的觀點的發展。羅素和懷海德在其合著的《數學原理》（3卷；1910∼1913）中，採用了皮亞諾的部分邏輯記號。皮亞諾邏輯理論的嚴重不足之處在於沒有組成一個完整的邏輯演算系統。
皮亞諾的《微分學與積分學原理》（Calcolo differenziale e principii di calcolo integrale）和《無窮小分析教程》（Lezioni di analisi infinitesimale）（2卷）是繼法國數學家柯西之後，在發展關於函數的一般理論方面的兩部最重要的著作。其《幾何演算學》（Calcolo geometrico）包含了他關於數理邏輯的最早研究。
在數學基礎方面他曾從不加定義的「集合」、「自然數」、「繼數」與「屬於」等概念出發，於1889年發表算術原理新方法提出自然數的五條公理，即皮亞諾公理，建立了自然數的理論。其中，第5條“歸納法公理”就是數學歸納法的原理。這一公理系統標志著當時數學分析算術化的終結。
1887年，在《無窮小演算的幾何應用》（Applicazioni geometriche del calcolo infinitesimale）中，他在分析學中引進了幾何演算的基本要素，成為一個比較嚴格的容度概念，給出了曲線長度和曲面面積的嚴密新定義，並得到所謂皮亞諾面積、皮亞諾曲線等。

## 語言學貢獻
皮亞諾同時是一種人工語言「无屈折拉丁语」後稱國際語的創立人。基於綜合拉丁語、法語、德語和英語的詞彙以及大大簡化語法，他試圖使這種語言成為一種国际辅助语。編纂了《國際語詞彙》（Vocabulario de interlingua），並曾任國際語學院院長。

## 外部連結
- 約翰·J·奧康納; 埃德蒙·F·羅伯遜, ,  （英语）
- 朱塞佩·皮亞諾在數學譜系計畫的資料。
- Hubert Kennedy.  (PDF). San Francisco: Peremptory Publications. 2002  [8 April 2012]. （原始内容存档 (PDF)于2012-03-26）. Collection of articles on life and mathematics of Peano (1960s to 1980s).
- Instituto Pro Latino Sine Flexione （页面存档备份，存于）